# Бен Доук
Бен Га́ннон До́ук (англ. Ben Gannon Doak, нар. 11 листопада 2005, Далрі, Шотландія) — шотландський футболіст, нападник англійського клубу «Ліверпуль» та національної збірної Шотландії.

## Клубна кар'єра
Бен Доук є вихованцем шотландських клубів «Ейр Юнайтед» та «Селтік». Саме у складі останнього футболіст дебютував на професійному рівні. 26 грудня 2021 року він вперше з'явився в заявці клубу на гру, а 29 січня 2022 року Доук дебютував у матчах чемпіонату країни, вийшовши на заміну у матчі проти «Данді Юнайтед».
У березні 2022 року Доук підписав контракт з англійським «Ліверпулем». 9 листопада 2022 року нападник дебютував у складі нового клубу у матчі Кубка ліги проти «Дербі Каунті», а через п'ять днів підписав з клубом свій перший професійний контракт. 26 грудня 2022 року Доук провів перший матч у складі «Ліверпуля» у чемпіонаті Англії, коли вийшов на заміну в кінці матчу проти «Астон Вілла».
У сезоні 2023/24 шотландський нападник також брав участь у матчах групового етапу Ліги Європи. Він пропустив більшу частину сезону 2023-24 після операції на коліні в грудні.

## Кар'єра у збірній
У складі юнацької збірної Шотландії (U-17) Бен Доук грав у матчах відбору до юнацького чемпіонату Європи 2022 року в Ізраїлі⁣, але через травму змушений був пропустити фінальну частину.
22 вересня 2022 року Доук зіграв першу гру в молодіжної збірної Шотландії.
У червні 2024 року Бен Доук отримав виклик і був внесений в заявку національної збірної Шотландії для участі у Євро — 2024 в Німеччині.